# Ofotfjorden
Ofotfjorden er en fjord i Nordland fylke i Norge. Navnet stammer fra det norrøne stednavn Ófóti, og fótr, 'fot', muligvis efter fjordens form. Byen Narvik ligger på sydbredden i den østlige del af fjorden.
Ofotfjorden er en østlig fortsættelse af Vestfjorden og er den længste fjord i Nordland fylke. Den er  82 km lang  målt fra Tjeldsundet til Rombaksbotn; Største dybde er  554 meter. 
De vigtigste forgreninger er Herjangsfjorden, Rombaken, Beisfjorden og Skjomen. 